# 燕子岗体育场
燕子崗體育場是位於廣東省廣州市海珠區的一座綜合性體育場館，地處江南大道南與江燕路交界處。該場地原為1964年啟用的燕子崗墳場（亦稱南郊公墓），於1983年被徵用改建為體育設施，並於1985年9月正式投入使用，總佔地面積達6.02萬平方米。
體育場主要設施包括一個配備8條煤渣跑道的400米標準田徑場、多個足球場（含訓練場）、網球場、乒乓球場以及6個室內羽毛球場和籃球場等。作為廣州市重要的體育訓練基地，該場地曾為第九屆全國運動會提供足球訓練場地服務。2014年，這裡還掛牌成為青少年足球訓練基地。
在職業足球領域，燕子崗體育場於2017-2018賽季成為香港超級聯賽球隊富力R&F的主場，這也是該球場首次承接職業足球聯賽事。同期，廣州恒大淘寶預備隊也曾使用該場地進行訓練和比賽。